# Horace Lannes
Horacio Previde Longe-Lannes (Buenos Aires, 14 de septiembre de 1931-Buenos Aires, 23 de enero de 2025), más conocido como Horace Lannes, fue un vestuarista de cine, radio, televisión y teatro argentino. Diseñó el vestuario para muchas películas de su país y es autor del libro Moda y vestuario en el cine argentino.

## Carrera profesional
Creció en el barrio de Flores y desde chico estuvo vinculado al cine: primero, con los álbumes que armaba su madre con fotos de estrellas del cine internacional y argentino y luego con las películas que veía asiduamente en los cines Pueyrredón y Fénix, de su barrio, en el Real de la calle Esmeralda y, más adelante, en los cineclubes a los que asistía diariamente. Dibujó desde los 5 años y tempranamente comenzó su afición por el diseño de ropa, que hacía simplemente para su gusto y entretenimiento.
Estudió en el colegio Alliance Française y pensaba cursar la carrera de Filosofía para entrar en la carrera diplomática aprovechando su facilidad para aprender idiomas cuando en 1950 inició un vínculo con el escenógrafo y director de cine Ernesto Arancibia. Le habían encargado llevar una folletería a Alexis de Arancibia, la esposa del mismo que, por su parte, escribía novelas policiales y argumentos y, conversando con ella, surgió el tema de su afición al cine y a hacer diseños de ropa y ella le pidió que le mostrara algunos. Como resultaron satisfactorios le propusieron que colaborara en un filme interpretado por Amanda Varela con la dirección de Enrique de Rosas (hijo) que, si bien no se realizó, sirvió para que mostrara su trabajo.
Después diseñó para Josephine Baker cuando visitó la Argentina para actuar en los teatros Ópera y Maipo y a los 21 años ganó un concurso para diseñar el vestuario de la película La mujer de las camelias, dirigida por Ernesto Arancibia y protagonizada por Zully Moreno.
A partir de allí diseñó el vestuario para más de cien filmes de todos los géneros y épocas, entre los cuales estaban Deliciosamente amoral (1969), Los muchachos de mi barrio (1970), Aquellos años locos (1971), Los muchachos de antes no usaban arsénico (1976), Así es la vida (1977) y Ay, Juancito (2004), por el cual en 2005 fue galardonado con el premio al mejor vestuario por la Asociación de Cronistas Cinematográficos de la Argentina. Sobre el éxito de algunos de sus diseños se recuerda, por ejemplo, que fue muy copiado el traje de novia que diseñó para que lo usara la actriz Elsa Daniel en la película La novia.
En teatro se recuerda entre sus vestuarios el realizado en 1980 para la Buena suerte, con dirección de Enrique Carreras, música de Tito Ribero, escenografía de Mario Vanarelli y actuación de Luis Medina Castro, Carlos Vanoni, Juan Carlos Thorry, Adriana Parets.
Trabajó para diversos directores, -Ernesto Arancibia, su primer director, tenía la ventaja de sus conocimientos por haber sido escenógrafo, Luis César Amadori y Lucas Demare, que lo dejaban en libertad para hacer, Fernando Ayala, Hugo del Carril, José Martínez Suárez, Jorge Polaco, Mario Sóffici y Pino Solanas, entre otros.
Lannes opinó que en el cine el personaje se impone más por su vestuario que por cinco líneas de diálogo y que el vestuarista debe tener en cuenta la psicología del personaje y las falencias físicas del actor que lo va a interpretar. El cine es ilusión, dijo, como se observa con las películas de Ginger Rogers y Fred Astaire donde todo era amor y maravilloso aunque fueron hechas en época de plena depresión, inseguridad y gansterismo, y considera que en su labor ayudó a crear ilusión.
Reconoce la influencia de los diseñadores Helen Rose, Travis Banton –que diseñó para Marlene Dietrich– y de Edith Head, a quien conoció personalmente y de la que opinó que fue una de las más grandes de Hollywood. Dijo también que en la época de esplendor del cine argentino sus diseños y los de otros grandes vestuaristas como Eduardo Lerchundi y Jorge De las Longas marcaron la tendencia de la moda en toda América a través de ese medio. Contaba que en esa época el vestuario siguió la línea de Hollywood y. en aspectos más intimistas, al cine de Francia, pero adaptado al cuerpo de la mujer argentina que era distinto, con más curvas y para suavizarlas usábamos el corselette francés; por otra parte, al ser diferentes las reglas de censura podían usar escotes que el código Hays no permitía en Estados Unidos.
También relató que a fin de la década de 1960 apareció la moda folk con Yves Saint Laurent inspirándose para su diseño en la moda gitana en tanto Giorgio di Sant´Angelo, lo hacía en Estados Unidos tomando a los pieles rojas. En Argentina tuvo su réplica en la moda el gaucho look que materializó Lannes en un vestuario que diseñó para Karin Pistarini para la propaganda del vino Resero, diseños de ropa para un espectáculo de tango de Mariano Mores y Hugo del Carril y el vestuario para Lolita Torres en Joven, viuda y estanciera. Otras actrices para las cuales diseñó ropa fueron, entre otras, Amelia Bence, Mirtha Legrand, Susana Giménez, Graciela Borges, Tita Merello, Libertad Lamarque, Nora Cárpena y Mercedes Carreras y actores como Rodolfo Bebán, Alberto Olmedo y Jorge Porcel.

## Filmografía
Actor
- Deliciosamente amoral (1969)
- Corazón contento (1969)
- El hombre virgen (1956)

Vestuarista
- Cargo de conciencia (2005)
- Ay, Juancito (2004)
- La nube (1998)
- La dama regresa (1996)
- Delito de corrupción (1991)
- Enfermero de día, camarero de noche (1990)
- El profesor punk (1988)
- Las barras bravas (1985)
- Mirame la palomita (1985)
- Sálvese quien pueda (1984)
- Mingo y Aníbal, dos pelotazos en contra (1984)
- Pasajeros de una pesadilla (1984)
- Los reyes del sablazo (1983)
- Los fierecillos indomables (1982)
- Sucedió en el fantástico Circo Tihany (1981)
- Gran valor (1980)
- Los drogadictos (1979)
- De cara al cielo (1979)
- Yo también tengo fiaca! (1978)
- La mamá de la novia (1978)
- Un toque diferente (1977)
- Así es la vida (1977)
- Los muchachos de antes no usaban arsénico (1976)
- No hay que aflojarle a la vida (1975)
- Las procesadas (1975)
- La Madre María (1974)
- Los padrinos (1973)
- Había una vez un circo (1972)
- Aquellos años locos (1971)
- Los muchachos de mi barrio (1970)
- Deliciosamente amoral (1969)
- Corazón contento (1969)
- Humo de marihuana (1968)
- Este cura (1968)
- Coche cama, alojamiento (1968)
- ¡Esto es alegría!  (1967)
- ¿Quiere casarse conmigo? (1967)
- Los guerrilleros (1965)
- No Exit (A puerta cerrada) (1962)
- El secreto de Mónica (1962)
- La novia (1961)
- Culpable (1960)
- Fantoche (1957)
- El barro humano (1955)
- La mujer de las camelias (1953)

Asesoría de vestuario
- Los fierecillos se divierten (1982)
- Furia en la isla (1976)